# José Company Pérez
José Company Pérez (Gandia, 25 d'abril de 1772– Madrid, 1 d'octubre de 1824) va ser un hisendista i polític valencià.

## Biografia
Liberal valencià que durant la Guerra del francès va ser secretari del despatx d'Hisenda de la Junta Suprema Central entre novembre de 1810 i gener de 1811.